# یواس‌اس دونالدسون (دی‌ئی-۴۴)
یواس‌اس دونالدسون (دی‌ئی-۴۴) (به انگلیسی: USS Donaldson (DE-44)) یک کشتی بود که طول آن ۲۸۹ فوت ۵ اینچ (۸۸٫۲۱ متر) بود. این کشتی در سال ۱۹۴۳ ساخته شد.